# Quino Caso
Quino Caso, pseudónimo de Joaquín Castro Canizales (Quezaltepeque, 7 de noviembre de 1902 - San Salvador, 4 de marzo de 1993) fue un periodista y poeta salvadoreño.

## Biografía
Su actividad literaria y periodística comenzó desde muy joven, ya que entre los 1915 y 1918 publicó sus trabajos en un modesto periódico editado por Francisco Flores González. Entre 1918 y 1921 laboró en medios de comunicación de San Vicente y Zacatecoluca, y posteriormente fue corresponsal del Diario de Occidente y El Heraldo de Sonsonate. Además prestó sus servicios en Orientaciones, Lumen, el humorístico Pedro Urdemales y El Nacionalista, entre otros; asimismo trabajó en Patria (1928), de Alberto Masferrer, y Diario Latino de Miguel Pinto. El año 1928 se consagró como el primer extranjero que ganaba los Juegos Florales de Quetzaltenango en Guatemala.

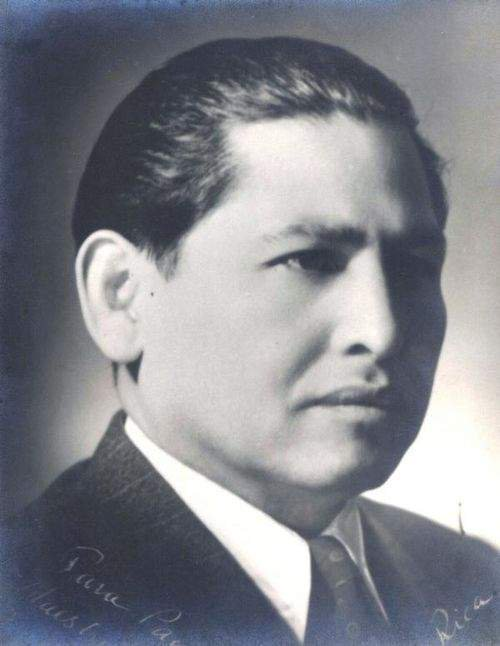
Joaquín Castro Canizález, Quino Caso. Fue poeta, cuentista, periodista, Militar, diputado y exiliado político. Mucha de su amplia obra literaria aún está dispersa en periódicos y revistas.

Por razones políticas se exilió en Honduras (1935), y después en Nicaragua (1936), donde trabajó en el diario El Pueblo. En 1939 laboró en el diario La Prensa de Pedro Joaquín Chamorro; y en Costa Rica (1939) para la embajada colombiana. En este país escribió la Epopeya de Costa Rica, una serie de radio comedias; y también editó sus fábulas Hormiguita Linda y Ratoncito Pérez con portada del guatemalteco Eduardo Laguardia y el costarricense Juan Manuel Sánchez, la cual fue declarada obra de consulta en 1942.
Regresó a El Salvador en 1944 y fundó el semanario Nosotros que fue posteriormente clausurado por influencias gubernamentales. En radio YSU formó Radiocomentarios, el cual acabó censurado un año después; sin embargo, el espacio regresó una vez fue derrocado el gobierno de Maximiliano Hernández Martínez. Hacia 1954, en tiempos del presidente Óscar Osorio, se integró a la dirección de la Secretaría de Información de la Presidencia. Su presencia en la televisión se dio con el noticiario Telediario Salvadoreño en 1961.
Castro Canizales tuvo varios pseudónimos, entre ellos : Artemio de Lepioche, Martín Gales, T.A. Plasto, y Big Ben, pero el más conocido era el de Quino Caso. En 1981 se le adjudicó el Premio Nacional de Cultura y en 1983 fue miembro de la Academia Salvadoreña de la Lengua. Cabe agregar que la formación de Quino Caso era autodidacta.
Según Escobar Galindo su poesía se ubica en el post - modernismo. De acuerdo a Juan Felipe Toruño: 

Su poesía es transparente. Depurada. Fina. Elástica. Subjetiva. Vida y amor.

## Obra
- Rutas, poesía, San Salvador, 1928.
- La voz de las cosas Abscónditas, San José, 1939.
- Hormiguita Linda y Ratoncito Pérez, poesía infantil, San José, 1942.
- El Soneto Inconcluso, San Salvador, 1978.
- Líricas Pentatrífonías de las Artes, San Salvador, 1980.